# Washington (Missouri)
Washington település az Amerikai Egyesült Államok Missouri államában, Franklin megyében. Lakosainak száma 14 500 fő (2020. április 1.).

## Népesség
A település népességének változása:

| 2010 | 13 982 |
| 2020 | 14 500 |